# Маргасов Тимофій В'ячеславович
Тимофій В'ячеславович Маргасов (рос. Тимофе́й Вячесла́вович Марга́сов, нар. 12 червня 1992, Тольятті, Росія) — російський футболіст, фланговий захисник клубу «Сочі».
Єдиний футболіст, хто вигравав Кубок Росії у складі трьох різних команд.

## Ігрова кар'єра
Уродженець Тольятті, Тимофій Маргасов починав свій шлях у футболі у місцевій Академії футболу ім. Юрія Конопльова. Провівши у 2012 році півроку у складі красноярського «Єнісея», взимку 2013 року футболіст підписав контракт з «Ростовом». І 15 березня дебютував у турнірі РПЛ.
Влітку 2016 року контракт з ростовцями добіг кінця і в цей момент зацікавленість у послугах захисника проявляли ряд португальських клубів, а також турецький «Трабзонспор». Але футболіст підписав контракт з російським клубом «Крила Рад». Та провів у команді лише п'ять матчів. І взимку 2017 року перейшов у московський «Локомотив» (М). Та за „залізничників“ Маргасов провів тільки два матчі і був відправлений в оренду у «Тосно», з яким виграв Кубок Росії у 2018 році.
2019 рік Маргасов розпочав в оренді у клубі «Сочі». Після закінчення оренди влітку 2019 року футболіст підписав з клубом повноцінний контракт. За результатами сезону разом з командою став срібним призером чемпіонату Росії.

### Збірна
У 2014 році Тимофій Маргасов провів два поєдинки у складі молодіжної збірної Росії.

## Титули
Ростов
 Переможець Кубка Росії: 2013/14
Локомотив (М)
 Переможець Кубка Росії: 2016/17
Тосно
 Переможець Кубка Росії: 2017/18
Сочі
 Віце-чемпіон Росії: 2021/22